# 鹿児島奨学会同学舎
鹿児島奨学会同学舎は、財団法人鹿児島奨学会（前身は財団法人島津奨学資金）が運営する東京都日野市にある、関東圏の大学で勉学に励む鹿児島出身の男子大学生寮。鹿児島県出身の学生のみならず、島津氏の領地であった宮崎県の一部からの学生も受け入れている。
同学舎では、他の寮とは異なり、「学び」を重視している。

## 運営環境
- 所在地…東京都日野市神明1-19-17
  - JR中央線日野駅から徒歩約15分、京王線高幡不動駅から徒歩約30分。
- 建物構造…鉄筋コンクリート構造。地上3階、別館2階。
- 部屋数…32室 （全て個室）。
- 部屋の設備…ベッド、タンス、電話、エアコン、インターネット回線(共の無線LANアクセスポイントの提供による)。
- 共用の設備…ホール、和室、食堂、駐輪場、テニスコート、図書室、コンピュータ室(パソコン2台、モノクロレーザー複合機の設置)、談話サロン、洗濯場、食堂、トイレ、浴室。
- その他施設…事務室、会議室、厨房、倉庫。
- 経費(2009年4月現在)

  - 一月あたりの家賃：50000円。
  - 一月あたりのインターネット代：950円。
  - 光熱水費：不要。電話料金は別。
  - 食費：不要。希望者に朝食と夕食を提供。

## 運営環境の詳細
富士山を一望できる多摩丘陵に位置している。
学生には洋室6畳の個室が割り当てられる。
イベントとして、新歓、バーベキュー、国内研修旅行、古典芸能鑑賞会、忘年会、卒業研究発表会、などが開催される。
また月一度、OBによる講演会（通称、DESK）や年に数回、座禅会が行われる。
同学舎内でフットサルチーム「せごどんず」を編成している。チーム名の「せごどんず」は西郷隆盛の鹿児島での呼び方に由来する。また、渋谷区で開催されている渋谷・鹿児島おはら祭へも参加している。
海外研修旅行資金として、申請すれば一人につき4年に1度、最大100,000円が支給される。
OB会組織として舎友会がある。会報は年1回発行される『舎友』。毎年10月に舎友会総会が開催される。

## 入寮の条件
- 鹿児島県及び宮崎県（都城市、小林市及びその近郊）に本籍を有し、または在住する者の子弟及びその縁故者。
- 東京都及び近郊の大学に新たに入学した男子学生で、同学舎への入舎を希望する者。

## 沿革
- 1906年、財団法人鹿児島奨学会の前身である財団法人島津奨学資金により、本郷区駒込追分町60番地（現在の文京区向島1丁目）に同学舎が設置される。
- 1978年、本郷の寮を処分し、現在の日野市神明1丁目に移転する。
- 2006年、設立100周年を迎える。